# Раздан (станция)
Станция Разда́н (арм. Հրազդան) расположена в городе Раздан Котайкской области, Армения. Станция расположена на участке Канакер — Сотк. Также из Раздана отходит ветка на Иджеван. Пассажирские поезда дальнего следования отсутствуют по всем направлениям. Товарное движение осуществляется по всем направлениям.

## Деятельность
- Пассажирское сообщение представлено пригородным поездом Ереван-Шоржа (пятница, суббота, воскресенье) (2023). Имеется регулярное грузовое сообщение по направлению Сотк — Масис

## Перспективы
В июне 2009 года руководством ЮКЖД обговаривался вопрос открытия электропоезда Канакер — Иджеван, но этот план был отменён. В настоящее время никакого пассажирского движения по участку нет.

## Галерея

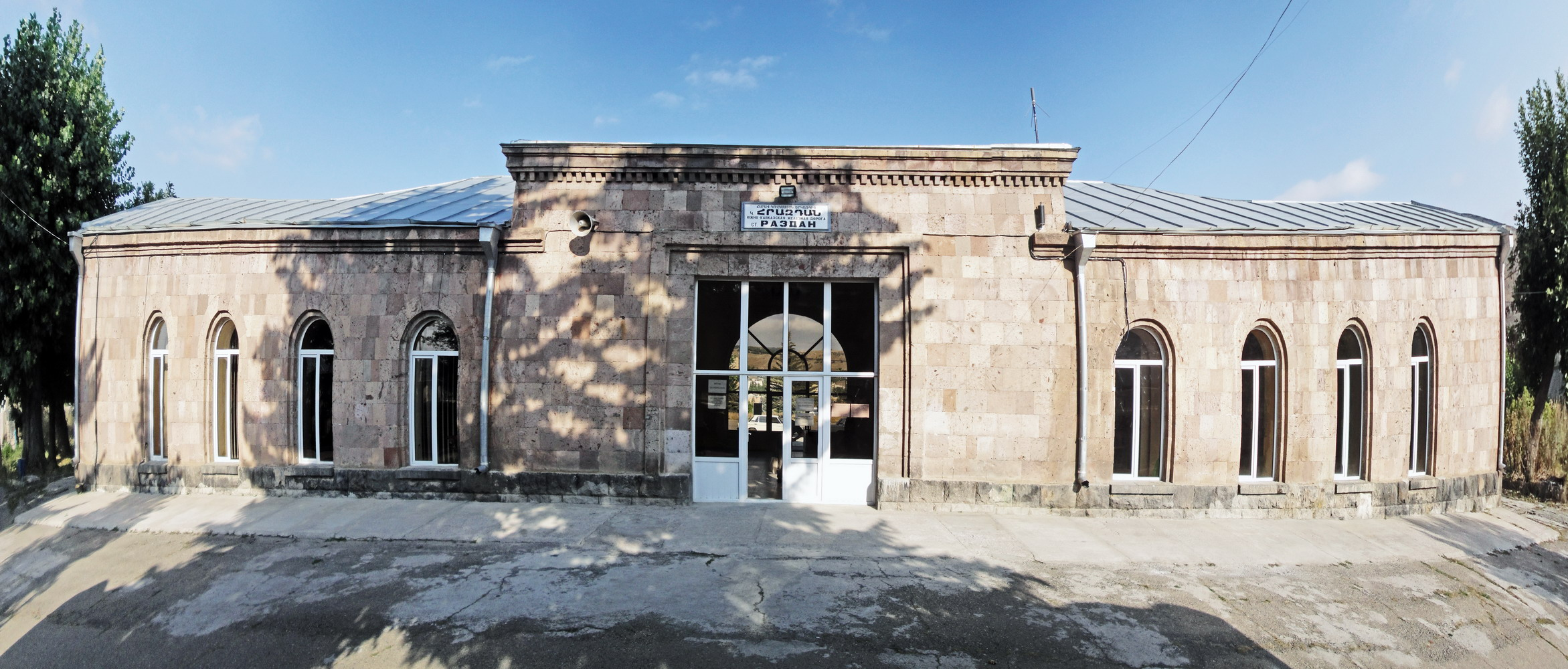
Раздан (станция)